# Моравче (Загреб)
Моравче (хорв. Moravče) — населений пункт у Хорватії, у складі громади Загреба.

## Населення
Населення за даними перепису 2011 року становило 663 осіб.
Динаміка чисельності населення поселення:

## Клімат
Середня річна температура становить 10,33 °C, середня максимальна – 24,01 °C, а середня мінімальна – -5,42 °C. Середня річна кількість опадів – 900 мм.
| Клімат поселення                              | Клімат поселення | Клімат поселення | Клімат поселення | Клімат поселення | Клімат поселення | Клімат поселення | Клімат поселення | Клімат поселення | Клімат поселення | Клімат поселення | Клімат поселення | Клімат поселення | Клімат поселення |
| Показник                                      | Січ.             | Лют.             | Бер.             | Квіт.            | Трав.            | Черв.            | Лип.             | Серп.            | Вер.             | Жовт.            | Лист.            | Груд.            |                  |
| Середній максимум, °C                         | 6,23             | 7,81             | 11,91            | 16,10            | 20,98            | 24,01            | 22,80            | 22,28            | 18,42            | 13,48            | 8,20             | 4,49             |                  |
| Середня температура, °C                       | 0,41             | 1,98             | 6,09             | 10,28            | 15,17            | 18,19            | 19,84            | 19,33            | 15,45            | 10,53            | 5,24             | 1,53             |                  |
| Середній мінімум, °C                          | −5,42            | −3,85            | 0,25             | 4,44             | 9,34             | 12,36            | 16,88            | 16,37            | 12,49            | 7,55             | 2,27             | −1,43            |                  |
| Норма опадів, мм                              | 49               | 48               | 60               | 70               | 79               | 100              | 84               | 90               | 84               | 85               | 87               | 64               |                  |
| Середньомісячна швидкість вітру, м/с          | 1.92             | 2.11             | 2.50             | 2.40             | 2.24             | 2.00             | 1.95             | 1.80             | 1.82             | 1.88             | 1.97             | 1.95             |                  |
| Середньомісячна сонячна радіація, кДж/м²·день | 4118             | 6894             | 10504            | 14836            | 18924            | 20810            | 21691            | 18924            | 14117            | 8751             | 4572             | 3312             |                  |
| --------------------------------------------- | ---------------- | ---------------- | ---------------- | ---------------- | ---------------- | ---------------- | ---------------- | ---------------- | ---------------- | ---------------- | ---------------- | ---------------- | ---------------- |
| Джерело:                                      |                  |                  |                  |                  |                  |                  |                  |                  |                  |                  |                  |                  |                  |